# Lock Up the Wolves
Lock Up the Wolves je páté studiové album skupiny Dio. Album vyšlo 15. května 1990 u Reprise Records. Na albu hrají jiní hudebníci než na předchozím albu Dream Evil, mimo klávesisty Jense Johanssona.

## Seznam skladeb
| Pořadí         | Název                    | Autor                        | Délka |
| -------------- | ------------------------ | ---------------------------- | ----- |
| 1.             | Wild One                 | Dio, Robertson               | 3:57  |
| 2.             | Born on the Sun          | Dio, Robertson, Bain, Appice | 5:30  |
| 3.             | Hey Angel                | Dio, Robertson               | 4:50  |
| 4.             | Between Two Hearts       | Dio, Robertson               | 6:27  |
| 5.             | Night Music              | Dio, Robertson, Bain         | 4:56  |
| 6.             | "Lock Up the Wolves      | Dio, Robertson, Bain         | 8:18  |
| 7.             | Evil on Queen Street     | Dio, Robertson, Cook         | 5:51  |
| 8.             | Walk on Water            | Dio, Robertson, Johansson    | 3:36  |
| 9.             | Twisted                  | Dio, Robertson, Bain, Appice | 4:35  |
| 10.            | Why Are They Watching Me | Dio, Robertson               | 5:00  |
| 11.            | My Eyes                  | Dio, Robertson, Johansson    | 6:24  |
| Celková délka: | Celková délka:           | Celková délka:               | 60:43 |

## Sestava
- Ronnie James Dio – zpěv
- Rowan Robertson – kytara
- Teddy Cook – baskytara
- Jens Johansson – klávesy
- Simon Wright – bicí